# Sylvie Bouchet Bellecourt
Sylvie Bouchet Bellecourt (geboren am 3. Juli 1957 in Bondy) ist eine französische Politikerin.
Sie war von 2014 bis 2020 Bürgermeisterin von Héricy. Von 2020 bis 2022 vertrat sie als Abgeordnete der Nationalversammlung den 2. Wahlkreis des Département Seine-et-Marne und trat damit an die Stelle ihrer Vorgängerin Valérie Lacroute.

## Biographie
Bouchet Bellecourt war Notfallkrankenschwester bei der Assistance publique – Hôpitaux de Paris und anschließend freiberufliche Krankenschwester.
Bei den Kommunalwahlen 2014 in Héricy im Département Seine-et-Marne führte Sylvie Bouchet Bellecourt die Liste „Héricy ensemble“ an, die als Divers droite eingestuft wurde. In beiden Wahlgängen erreichte sie mit 43 % und später 42 % der Stimmen den ersten Platz und besiegte den amtierenden Bürgermeister Jean-Pierre Rousseau (ebenfalls Divers droite). Anschließend wurde sie vom Gemeinderat zur Bürgermeisterin gewählt.
Bei der Parlamentswahl 2017 wurde sie zur Stellvertreterin von Valérie Lacroute gewählt, der bisherigen Abgeordneten der Partei Les Républicains im zweiten Wahlkreis von Seine-et-Marne.
Sie trat bei den Kommunalwahlen 2020 erneut an, verlor die Wahl jedoch bereits im ersten Wahlgang, während die Liste von Yannick Torres 62 % der Stimmen erhielt. Sie behielt allerdings ihren Sitz im Stadtrat. Einige Monate später trat Valérie Lacroute, die zur Bürgermeisterin von Nemours gewählt worden war, als Stadträtin zurück. Bouchet Bellecourt wurde am 23. Juni ihre Nachfolgerin,.
Anfangs parteilos, schloss sie sich in der Nationalversammlung der Fraktion Les Républicains an, später auch der Partei LR.

## Mandate und Funktionen

### Auf gesamtstaatlicher Ebene
- 23. Juni 2020 – 21. Juni 2022: Parlamentsabgeordnete des 2. Wahlkreises des Départements Seine-et-Marne

### Auf Gemeindeebene
- 4. April 2014 – 26. Mai 2020: Bürgermeisterin von Héricy (Seine-et-Marne)
- März 2014 – 17. Mai 2020: Rätin für Héricy innerhalb der Communauté d’agglomération du Pays de Fontainebleau
- Seit dem 30. März 2014: Stadträtin von Héricy